# Coexist (álbum)
Coexist é o segundo álbum de estúdio do grupo indie pop inglês The XX, lançado em 5 de setembro de 2012 pela gravadora Young Turks. Depois de uma pausa da turnê de seu álbum em 2009 da estreia do álbum xx, os membros do grupo começaram a escrever músicas individualmente antes de gravar o álbum a partir de novembro de 2011 a maio de 2012. O guitarrista Romy Madley Croft e o baixista Oliver Sim basearam-se em experiências pessoais para as suas composições. Para Coexist, The XX contou com a música eletrônica que ocorreu quando eles estavam em turnê no ano de 2010. Foi produzido pelo membro do grupo Jamie xx, que havia buscado a dança eletrônica em outros projetos e se desenvolveu como um DJ antes do álbum.
O álbum apresenta um estilo musical minimalista com arranjos especiais, estrutura solta de canções, pouco dinamismo e experimentação com a tensão. As músicas do álbum são caracterizadas por elementos esparsos, como simples progressão de acordes, padrões esboçados de guitarra, pequeno groove, ostinato de teclado com fade e motivos. A produção de Jamie xx incorpora tanto batidas programadas quanto instrumentos de percussão ao vivo. Tematicamente, Coexist fala sobre mágoas, solidão e intimidade. As letras de Croft e Sim abordam um relacionamento de falhas e as mudanças de um romance com monólogos interiores e metáforas simples.
O álbum foi promovido com dois singles—"Angels" e "Chained". The XX também excursionou pelo álbum por toda a Europa e América do Norte nos meses de junho a setembro de 2012. Após a sua estreia, Coexist recebeu críticas positivas de críticos musicais, que elogiaram as performances de Croft e Sim, a produção de Jamie xx e o refinamento da música e do som deles. O álbum estreou como número um na UK Albums Chart, vendendo 58.266 cópias em sua primeira semana e ficou no Top 10 em vários outros territórios.

## Antecedentes
Em 2009, The XX lançou o seu álbum de estreia xx para a aclamação da críticas. O álbum foi disco de platina no Reino Unido e também vendeu 350.000 cópias nos Estados Unidos. O álbum se apresentou caracteristicamente mal-humorado, R&B, com um dubstep influenciado pelo estilo indie pop agregando temas líricos de solidão, luxúria e amor. Após a saída do membro Baria Qureshi do grupo, The XX foi jogado exclusivamente em concertos ao vivo ao longo de 2010, incluindo vários grandes festivais de música de verão, e ganhou uma base de fãs cada vez maior. A popularidade do grupo cresceu ainda mais quando suas canções foram exibidas em programas de televisão e comerciais, e eles também foram cobertos e recolhidos por artistas bem conhecidos. Em 2010, The XX ganhou o Mercury Prize, um prêmio anual de música concedido para o melhor álbum do Reino Unido e da Irlanda.
Após uma turnê exaustiva, The XX deu uma pausa. O produtor e o percussionista do grupo Jamie xx foram perseguidos por estilos de dança eletrônica em outros projetos musicais, criando remixes para Radiohead, Adele e Florence and the Machine. Ele também colaborou no álbum de 2011 de Gil Scott-Heron denominado "We're New Here", e produziu a canção "Take Care" do rapper canadense Drake. O último exemplificado ajudou a popularizar as canções de The XX. O novato DJing, quando começou com The XX, soube posteriormente seus aspectos técnicos e desenvolveu uma compreensão sobre como controlar a multidão através de silêncios inesperados e cair durante seus sets ao vivo.

## Composição e gravação

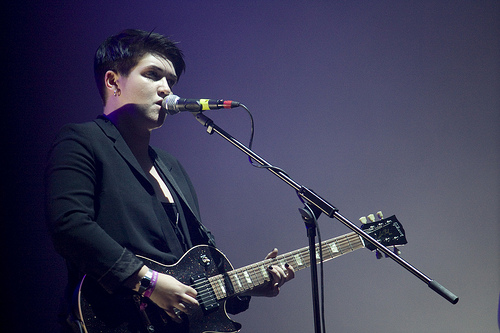
Romy Madley Croft

Em 2011, o grupo abriu o seu próprio estúdio de gravação em Londres, e começou a escrever canções para Coexist durante o verão. Cada membro - o guitarrista Romy Madley Croft, o baixista Oliver Sim e Jamie xx - escreveram músicas individualmente e trechos gravados usando o GarageBand ou os próprios telefones. Tanto Croft quanto Sim, basearam-se em experiências pessoais e escreveram letras mais diretas do que em xx para expressar emoções complexas. Oliver Sim disse sobre suas composições para Coexist: "Eu me encontrei sendo um pouco de 'luas e estrelas' e sendo muito mais literal". Croft sentiu mais expectativas dos ouvintes do que quando o grupo estreou e, consequentemente, virou-se para composições mais pessoais para Coexist:
| “ | Eu estava sentado em casa sabendo que as pessoas estavam indo nos ouvir e o que eles iam dizer. Mas à noite, quando eu estava escrevendo canções, eu finalmente voltei a escrever sobre mim mesmo. E isso é bom. Porque nós temos que cantar essas músicas por um tempo, por isso é muito importante para se sentir perto deles e para sentir como eles são reais. | ” |

Eles escreveram, gravaram e enviaram a música para lá e para cá, e para um ao outro antes de trabalharem juntos em um espaço de ensaio em East London. Quando eles as leram primeiro, Jamie xx encontrou as letras de Croft e Sim para serem "propositalmente ambíguas para que as pessoas possam se relacionar com elas", disse em uma entrevista para Uncut, "Quero dizer... se eu ouvir atentamente, eu sei sobre a sua vida íntima para que eu possa adivinhar o que eles estão prestes a fazer. Mas eles nem sequer dizem uns aos outros o que eles estão cantando".
The XX começou a gravar Coexist em novembro de 2011, e usaram um estúdio de fotografia ao norte de Londres para gravar as canções que tinham juntos. Mais tarde, usou o espaço para ensaios no leste de Londres para a praticar as músicas ao vivo em concertos. O grupo gravou por seis meses em Londres e foi concluída antes das suas aparições confirmadas em festivais musicais de 2012. A direção de Jamie xx para o álbum foi inspirado em parte pela cena de dança eletrônica que ocorreram durante a sua turnê e seu álbum de estreia, bem como vários DJs ao vivo. Jamie xx, que foi principalmente ouvindo no escuro ao som de house music na época, disse na influência da música em uma entrevista antes do álbum, "Nós temos tudo para desistir da turnê e tudo está se separando um pouco mais. Nós deixamos quando tínhamos 17 anos e perdemos tudo naquele pedaço da nossa vida, quando todo mundo festejava". No entanto, ele insistiu que "nós não estamos procurando fazer pessoas as dançarem". A direção dele também estava informada pela música que eles ouviam enquanto escreviam e gravavam Coexist, incluindo a banda de pop-reggae UB40, folk music na While Hinterland e o neo soul artista Van Hunt. Croft visto a música como uma continuação do seu álbum de estreia, disse em uma entrevista para a Rolling Stone, "É desenvolvido, mas não parece ser completamente um mundo de distância, espero que as pessoas apenas se divirtam com um desenvolvimento de onde estávamos antes."
Em vez de expandir o som do álbum deles de estreia, o grupo quis minimizar as canções que eles haviam registrado para Coexist e decidiram mutar certos e suaves elementos durante a produção. Croft explicou a sua abordagem em uma entrevista para Pitchfork Media, dizendo que, "ao longo da música pop, você geralmente tem que fazer o refrão muito grande, mas nós temos uma forma de trabalhar onde tudo tem que ser tocado ao vivo. É por isso que não há cargas de guitarra ou vocais duplos. É realmente como fazemos música de forma mínima - nós estamos fazendo o que nós poderemos colocar no palco. Isso define limites, o que é bom". Jamie xx, quem produziu e mixou Coexist, quis manter a sua abordagem à produção simples e utilizar a tecnologia de gravação, como Logic, Space Echo, pré-amplificadores e Casiotones ocasionais para produzir um som eletrônico e emotivo. Ele também tocou instrumentos de teclado e percussão. Jamie xx usou sons sintetizados e tocou instrumentos ao vivo. Ele projetou o álbum com uma mesa de mistura que reniu a partir de pedaços de outras pessoas e deixou as portas abertas durante a gravação de deixar a rua soar na mistura de sons. The XX terminou de gravar Coexist em maio de 2012.